# Fritz Kehl
Fritz Kehl (Biel, 1937. július 12. –) svájci labdarúgóhátvéd.
A svájci válogatott tagjaként részt vett az 1962-es labdarúgó-világbajnokságon.